# Victoria (Roménia)
Victoria é uma cidade da Romênia com 10.896 habitantes, localizada no distrito de Brașov.